# Nasonovia sampsoni
Nasonovia sampsoni är en insektsart som beskrevs av Heie 1979. Nasonovia sampsoni ingår i släktet Nasonovia och familjen långrörsbladlöss. Inga underarter finns listade i Catalogue of Life.